# 856
856 (DCCCLVI) fue un año bisiesto comenzado en miércoles del calendario juliano, en vigor en aquella fecha.

## Acontecimientos
- 3 de diciembre: en Qum y Jorasán (Irán) sucede un terremoto que deja un saldo de 48 690 muertos.
- 22 de diciembre: en Damghán (provincia de Semnān), en ese tiempo capital de Irán, un terremoto de 7,9 destruye la ciudad y todas las localidades a la redonda, dejando un saldo de 200.000 muertos.